# 오키나 안나
오키나 안나(일본어: 奥菜 アンナ おきな あんな[*], 1994년 11월 29일 ~ )는 일본의 여자 AV 배우다. 키는 170cm에다가 몸무게는 55kg이다. 쓰리 사이즈는 B105-W55-H85라고 브라 사이즈는 M컵이다. 그리고 2012년 19살때 AV 배우로 시작을 했다. 그리고 이전에는 히메노 유우리(姫野ゆうり), 이치키 미호(市来美保), 나카마 아즈미(仲間あずみ)라는 활동을 한적도 있었다. 가슴이 너무 큰 편도 있었다.